# Bigods
Bigods är en by i Essex i England. Byn nämndes i Domedagsboken (Domesday Book) år 1086, och kallades då Alferestuna.